# Око за мозком
«Око за мозком» (англ. The Mind Behind the Eye) або «Ґолд, людина» (англ. Gold the Man) — науково-фантастичний роман американського письменника Джозефа Л. Гріна, надрукований 1971 року. У ньому поєднуються теми генної інженерії, політики часів Холодної війни та сексуальності із зустріччю між людьми та расою гуманоїдних гігантів.

## Сюжет
«Ґолд» — це людина, створена за допомогою генної інженерії. Метою проекту було створити людину високого інтелекту з надлюдськими рефлексами та м’язовою координацією. Він веде неповноцінне життя, незважаючи на те, що став багатим й відомим, включаючи кар'єру концертного піаніста. Йому бракує справжнього спілкування, до того ж Ґолд впевнений, що безплідний і не може мати дітей. Його вважають плейбоєм, який втратив свій потенціал.
Ґолд живе в Америці, у світі, яким керує ООН. Людство зазнало нападу позаземної раси, яку вони знають лише як Винищувачі, ніколи не бачивши її окремого індивіда. Конфлікт призвів до того, що один із ворожих кораблів зазнав аварії на Місяці. Єдиний, хто вижив, — гуманоїдний гігант, який отримав пошкодження мозку через брак кисню. Вочевидь, Винищувачі — це раса гігантів. Порівняно з ними, люди мають розміри великої комахи.
У росіян також є генетичний супермен, Павло Петровна. Він побудував капсулу в голові гіганта з можливістю керувати рухами його тіла з клавіатури, спостерігаючи за світом одним із його очей. Сама Петровна деформована, руки та ноги занадто короткі для тіла. Лише Голд має можливість керувати елементами управління. Планується, що Голд і Петровна будуть встановлені в капсулі всередині гіганта і чекають порятунку. Велетня повернуть у свій рідний світ, що дозволить людям отримати інформацію про своїх нападників.
Коли Петровна гине внаслідок нещасного випадку на Місяці, проект має розпочатися разом із його помічницею і коханою Мариною Сєровою, яка спочатку зневажає Ґолда.
Ескурси в минуле на сторінках роману також розповідають про виховання Голда в науково-дослідному центрі, особливо про його підліткові роки, коли він виявився стерильним, незважаючи на сильні сексуальні пристрасті, та про емоційний вплив цього відкриття.
По мірі того розгортання сюжету, Ґолд цінує культуру гігантів, а також виявляє, що він все-таки не стерильний, а його генетичний склад просто робить повільнішим його статтеве дозрівання, ніж в інших людей. Після народження Мариною їх спільної дитини, тепер Голд має інший набір пріоритетів у своєму житті.